# Atrio
Das Atrio (eigene Schreibweise: ATRIO) ist ein Einkaufszentrum in der Stadt Villach. Es liegt am südlichen Rand der Stadt, nahe der Autobahnauffahrt Villach Warmbad Richtung Italien. Es ist das in Bezug auf die Verlaufsfläche größte Einkaufszentrum des Bundeslands Kärnten und bezogen auf die Anzahl der Geschäfte das zweitgrößte Einkaufszentrum Kärntens nach den City-Arkaden in Klagenfurt.

## Geschichte und Entwicklung
Betreiber des Atrios ist die SPAR European Shopping Centers GmbH, die wiederum eine 100 %-Tochter der Spar Österreichischen Warenhandels AG ist. Die Eröffnung des ersten Teils des Zentrums erfolgte am 3. November 2005, die offizielle Eröffnung des gesamten Einkaufszentrums am 19. März 2007.
Das Einkaufszentrum bietet auf drei Etagen eine Verkaufsfläche von rund 39.000 m², die über neun sogeannante Panorama-Lifte und 18 Rolltreppen erreicht werden können. Im Erdgeschoß und Obergeschoß zusammen befinden sich über 90 Shops, Cafés und Restaurants. Vier der Shops reichen über beide Stockwerke. Im Erdgeschoß befinden sich zudem eine Kunden-Information, eine Polizeiinspektion und als Besonderheit, eine große, begehbare Landkarte. Im zweiten Obergeschoß, das vorwiegend als Parkdeck dient, gibt es eine Familien-Erlebniswelt.
Das Atrio ist  durch seine geografische Lage zwischen den Staaten Österreich, Slowenien und Italien das erste Enkaufszentrum Österreichs, das den Gedanken „Dreiländer“ in seinem Marketingkonzept thematisiert hat. Im Namen "Atrio" steckt nämlich einerseits die Silbe „trio“ als Symbol für die drei Länder, andererseits lässt sich "Atrio" aus dem lateinischen „Atrium“ herleiten, das ungefähr so viel bedeutet wie "Platz" oder "Vorhof". Sämtliche Hinweisschilder, Orientierungshinweise und Speisekarten im Einkunfszentrum sind daher in den Sprachen Slowenisch, Italienisch und Deutsch ausgeführt. Die Mitarbeiter an den Informationsschaltern beherrschen ebenfalls diese drei Sprachen. Gemäß der symbolischen Landesfarben grün (Italien), blau (Slowenien) und rot (Österreich), ist das Shoppingcenter in drei Kernbereiche gegliedert, denen jeweils eine Farbe zugeordnet ist.

## Auszeichnungen
Am 3. Dezember 2008 wurde das Atrio von der International Council of Shopping Centers, mit dem International Design and Development Award, als innovativstes Einkaufszentrum der Welt ausgezeichnet. Ebenfalls im Jahr 2008 erhielt es den „Trigos-Preis für soziale und ökologische Verantwortung“, einen Preis für ökologische Nachhaltigkeit. Im Mai 2009 wurde es mit dem ICSC-Best-of-the-Best-Award, zum nachhaltigsten Einkaufszentrum der Welt gekürt. Auch im Jahr 2009 wurde dem Atrio der „TRIGOS Award für soziale und ökologische Verantwortung“ erneut verliehen. Im Jahr 2009 wurde der Geschäftsführung des Atrio auch der „ICSC-Solal-Marketing-Award“ überreicht. Sie wurde damals für die beste Marketing-Initiative ausgezeichnet.

## Verkehrsanbindung
Das Atrio wird von den  Buslinien 1, 4 und 10 in Villach angefahren. Auch der sogenannte Gailtal-Linienbus fährt das Enkaufszentrum direkt an. Eine Anreise per Eisenbahn ist ebenfalls über den Bahnhof Villach-Warmbad möglich, der sich in der Nähe des Atrio befindet.
Autobahnen, die zum Atrio führen, sind die A2 (Abfahrt Villach-Warmbad) und die A10 (Abfahrt Villach-West).